# Eunidia ochraceovittata
Eunidia ochraceovittata är en skalbaggsart som beskrevs av Stefan von Breuning 1939. Eunidia ochraceovittata ingår i släktet Eunidia och familjen långhorningar.
Artens utbredningsområde är Zimbabwe. Inga underarter finns listade i Catalogue of Life.